# Fußball-Westasienmeisterschaft 2023
Die Fußball-Westasienmeisterschaft 2023 (offiziell 2023 WAFF Championship) soll die zehnte Austragung des Turniers sein und sollte ursprünglich vom 2. bis zum 15. Januar 2021 in den Vereinigten Arabischen Emiraten stattfinden. Es wurde im Juni 2020 aber auf unbestimmte Zeit verschoben. Am 29. Juli 2021 gab der WAFF bekannt, dass das Turnier vom 20. März bis 2. April 2023 vor der Fußball-Asienmeisterschaft 2023 stattfinden wird. Die Vereinigten Arabischen Emirate werden zum ersten Mal Gastgeber sowie auch Teilnehmer des Wettbewerbs sein.
Am 6. Februar 2023 gab die WAFF bekannt, dass sich die Vereinigten Arabischen Emirate von der Ausrichtung des Turniers zurückgezogen hätten. Am 26. Februar 2023 gab die WAFF bekannt, dass das Turnier auf einen späteren Zeitpunkt verschoben wird.
Zum ersten Mal in der Geschichte sollten alle zwölf Mitglieder der West Asian Football Federation (WAFF) um den Titel des Westasienmeisters spielen. Doch im Januar 2023 wurde Katar durch die Thailändische Nationalmannschaft ersetzt, die als Gast am Turnier teilnimmt. Titelverteidiger von 2019 ist die Auswahl Bahrains.

## Teilnehmer
| Mannschaft                   | Teilnahmen | bestes Ergebnis |
| ---------------------------- | ---------- | --------------- |
| Bahrain                      | 5          | Sieger 2019     |
| Irak                         | 9          | Sieger 2002     |
| Jemen                        | 4          | Halbfinale      |
| Jordanien                    | 10         | Finalist        |
| Kuwait                       | 5          | Sieger 2010     |
| Libanon                      | 8          | Gruppenphase    |
| Oman                         | 12         | 3. Platz        |
| Palästina                    | 10         | Gruppenphase    |
| Saudi-Arabien                | 4          | Gruppenphase    |
| Syrien                       | 9          | Sieger 2012     |
| Thailand                     | 1          |                 |
| Vereinigte Arabische Emirate | 1          |                 |